# CNKSR1
Chất tăng cường liên kết của kinase ức chế ras 1 (tiếng Anh: Connector enhancer of kinase suppressor of ras 1) là enzyme ở người được mã hóa bởi gen CNKSR1.

## Chức năng
Gen CNKSR1 là thành phần thiết yếu trong con đường thụ thể tyrosine kinase (receptor tyrosine kinase), khả năng là một đích cho quá trình phosphoryl hóa tyrosine. Nó cũng tham gia điều hòa RAF trong con đường MAPK và có thể có vai trò trong con đường không phụ thuộc MAPK.

## Tương tác
CNKSR1 có khả năng tương tác với RhoD và RASSF1.